# اندال (بلوک توسعه عوام)
اندال (بلوک توسعه عوام) (به انگلیسی: Andal (community development block)) یک منطقهٔ مسکونی در هند است که در Bardhaman district واقع شده‌است.

## خصوصیات
اندال ۸۴٫۷۸ کیلومترمربع مساحت و ۱۶۸٬۸۰۷ نفر جمعیت دارد و ۷۶ متر بالاتر از سطح دریا واقع شده‌است.